# Strike the Match
Strike the Match is de zevenentwintigste aflevering van het zesde seizoen van het tienerdrama Beverly Hills, 90210, die voor het eerst werd uitgezonden op 10 april 1996.

## Verhaal
Donna en Clare doen steeds moeilijker tegen Kelly over het feit dat Tara nog steeds in het huis woont en vragen haar om Tara weg te sturen. Dit valt niet goed bij Kelly en verwijt hun dat ze geen gevoel hebben. Kelly vraagt aan Tara of ze al weet wanneer ze haar eigen woonruimte krijgt. Deze vraag valt verkeerd bij Tara want ze wil helemaal niet weg en denkt dat ze iets verkeerd heeft gedaan. Tara is getuige van een ruzie tussen Kelly en Valerie en midden in de nacht sluipt Tara het huis uit en rijdt naar Valerie om daar haar auto te bekrassen. Hiervan verdenkt Valerie Kelly ervan, dit tot irritatie van Kelly die hier dus niets van afweet. Tara neemt Kelly mee naar een vriend van Tara die ze heeft leren kennen toen ze nog op straat leefde. Hij heeft een koffer vol bezittingen in bewaring die Tara nu op komt halen. Als ze in de koffer kijkt dan zien we fotoapparatuur in liggen omdat ze altijd van fotograferen heeft gehouden, ook zien we dat er een pistool in ligt. Tara klaagt over haar haar en Kelly stuurt haar naar haar kapper, als ze ’s avonds thuis komt dan zien ze dat ze nu hetzelfde kapsel heeft als Kelly en dat maakt hun bang.
Susan en Brandon gaan aanstaande zomer een reis door Amerika maken, hier heeft Susan heel veel zin in. Brandon krijgt een uitnodiging om met iemand te praten die hem een interessante baan komt aanbieden voor in de zomer bij een grote krant. Brandon ziet dit wel zitten omdat dit zijn toekomst is maar Susan wijst hem erop dat ze afgesproken hebben om op reis te gaan. Brandon zit hiermee in zijn maag en twijfelt, hij gaat naar het gesprek en ze bieden hem een mooie kans voor in de zomer en zijn toekomst. Uiteindelijk beslist Brandon om voor Susan te kiezen.
David en Donna zijn gevraagd om een videoclip te maken voor de popgroep Powerman 5000. Ze overleggen met elkaar hoe ze dit gaan doen, na veel ruzie krijgen ze ineens een idee en willen dit uitwerken. Een vriendin van een bandlid zal een rol krijgen als een sexy vrouw maar ze laat het afweten. Nu wil David dat Donna deze rol speelt en dit doet ze vol overgave. Joe komt kijken naar de opnames en schrikt ervan hoe Donna gekleed is.

## Rolverdeling
- Jason Priestley - Brandon Walsh
- Jennie Garth - Kelly Taylor
- Ian Ziering - Steve Sanders
- Brian Austin Green - David Silver
- Tori Spelling - Donna Martin
- Tiffani Thiessen - Valerie Malone
- Joe E. Tata - Nat Bussichio
- Kathleen Robertson - Clare Arnold
- Jason Wiles - Colin Robbins
- Emma Caulfield - Susan Keats
- Cameron Bancroft - Joe Bradley
- Paige Moss - Tara Marks
- Powerman 5000 - Zichzelf (muzikale gast)